# Opactwo Maulbronn

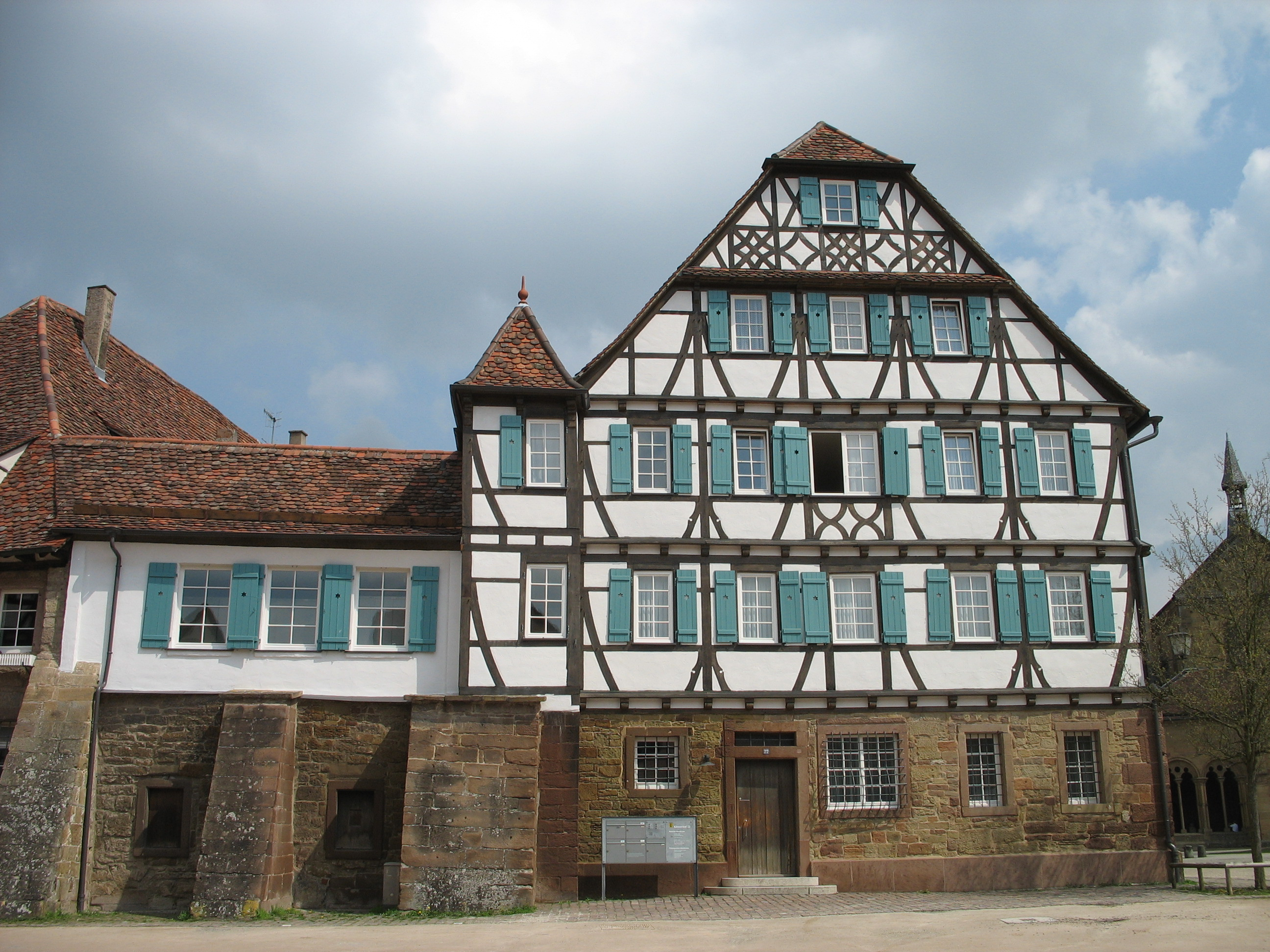
Dom z muru pruskiego na dziedzińcu zespołu klasztornego w Maulbronn

Klasztor Maulbronn – dawny klasztor cystersów w Maulbronn w Badenii-Wirtembergii w Niemczech. Uchodzi za najlepiej zachowany średniowieczny zespół klasztorny na północ od Alp. Klasztor położony jest w dolinie rzeki Salzach po południowo-zachodniej stronie pasma Stromberg wznoszącego się pomiędzy Schwarzwaldem a Odenwaldem. Wpisany na listę dziedzictwa kulturowego UNESCO w 1993.

## Historia

### Powstanie klasztoru
Klasztor został założony prawdopodobnie ok. 1138 przez rycerza Waltera z Lomersheim, który zainspirowany reformatorskimi ideami Bernarda z Clairvaux, postanowił wstąpić do zakonu cystersów. Na potrzeby opactwa Walter oddał swoje włości w Eckenweiher położone pomiędzy Mühlacker a Lienzingen. Następnie Ulryk z Neuburga, opat klasztoru cystersów w Alzacji posłał do Eckenweiher dwunastu zakonników oraz braci świeckich pod przywództwem opata Dietera z opactwa Morimond. Szybko jednak okazało się, że Eckenweiher nie było odpowiednią lokalizacją dla klasztoru. Brakowało wody oraz materiałów budowlanych. Walter zwrócił się o pomoc do nowo wybranego biskupa Spiry Günthera z Hennebergu, do którego diecezji należał Eckenweiher. Biskup odwiedził konwent w 1147 i wkrótce potem przeniósł braci zakonnych do Maulbronn.
Maulbronn okazało się doskonałym miejscem na lokalizację klasztoru cystersów, których reguła klasztorna zobowiązywała do życia w zgodzie z naukami św. Benedykta, w odosobnieniu i w ubóstwie. Jednakże w przeciwieństwie do benedyktynów, którzy wznosili swoje klasztory na wzgórzach, cystersi budowali swoje siedziby w dolinach.

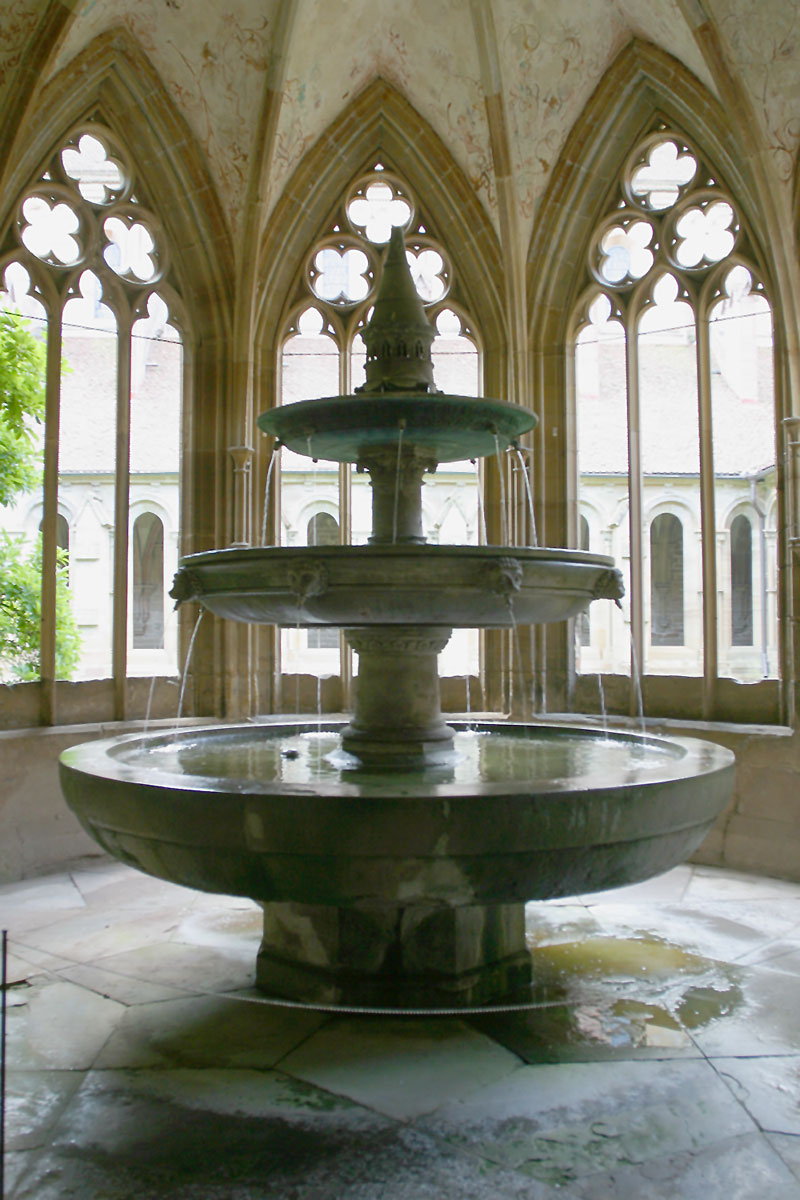
Lavabo w Maulbronn

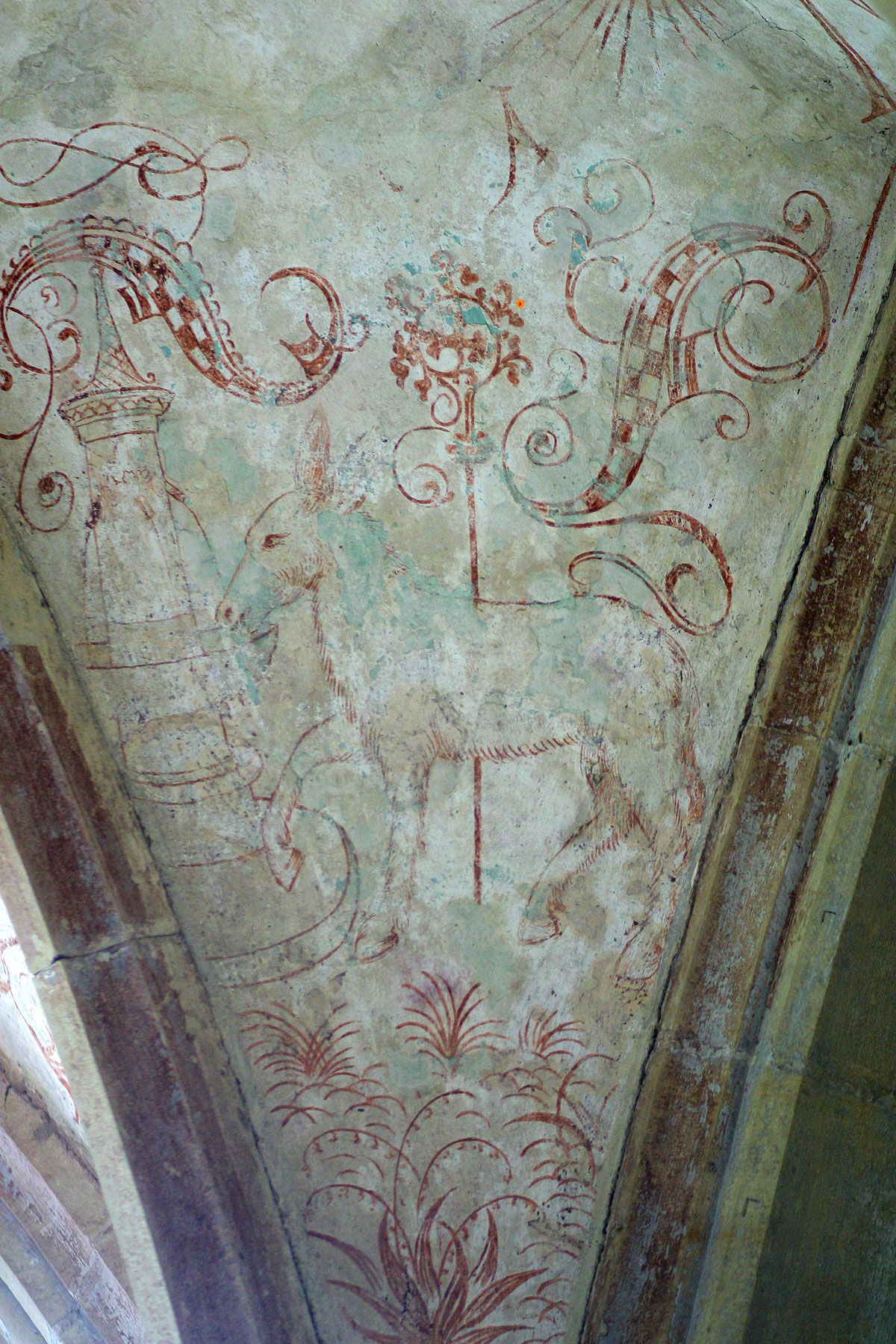
Wizerunek muła na sklepieniu Brunnenkapelle

Powstanie klasztoru upamiętnia tablica wyglądem przypominająca dyptyk. Malowidło na pierwszym skrzydle przedstawia rabusiów napadających na wędrowców, jako że okolice ówczesnego Maulbronn nie należały do bezpiecznych. Na drugim skrzydle pokazano cystersów budujących kościół romański. Na stronie wewnętrznej znajdują się wizerunki biskupa Spiry Günthera z Hennebergu oraz Waltera z Lomersheim ofiarujących Marii model kościoła.
Wedle legendy bracia szukając nowej siedziby, załadowali na muła (niem. Maultier) worek złota, pobłogosławili i wyprawili w świat. Muł doszedł do miejsca, gdzie obecnie znajduje się źródło Eselsbrunnen, zrzucił swój ładunek i zaczął grzebać w ziemi kopytem, aż wytrysnęła fontanna wody. Bracia zobaczyli w tym znak boży i postanowili wznieść swój klasztor właśnie w tym miejscu. O legendzie do tej pory przypomina nazwa miejscowości Maulbronn (tłumaczona bezpośrednio znaczy „źródło muła” lub „studnia muła”), jej herb oraz wizerunek muła gaszącego pragnienie w źródełku, znajdujący się na sklepieniu kaplicy źródełka (niem. Brunnenkapelle).

### Rozwój opactwa
Klasztor szybko się rozwijał i wkrótce stał się głównym centrum handlowym, społecznych i politycznym regionu.
W roku 1156 opactwo objęto wójtostwem cesarskim (niem. Kaiserliche Schirmvogtei), co zostało potwierdzone w 1232. Konwent jednak wybrał protektorat biskupa Spiry, który przekazał wójtostwo (niem. Vogtei) swojemu ministeriałowi (łac. ministerialis) Henrykowi z Enzberg, który stał się oficjalnym protektorem klasztoru w 1236 r. Następne dziesięciolecia upłynęły na burzliwych sporach pomiędzy klasztorem a panami z Enzberg, którzy próbowali użyć władzy nad konwentem, by umocnić swoją pozycję polityczną. Od 1325 patronat (niem. Schirmvogtei) nad klasztorem objęli palatynowie reńscy. Wiosną 1504 klasztor po siedmiodniowym oblężeniu przez wojska księcia Ulryka Wirtemberskiego poddał się i został wcielony do Wirtembergii.

### Szkoła klasztorna
Przynależność do protestanckiej Wirtembergii wymusiła zmiany. Maulbronn w początkowym okresie miał zapewnić zakwaterowanie mnichom opuszczającym katolickie klasztory męskie w Wirtembergii. Przeor i konwent zostali przesiedleni w 1537 do opactwa Pairis w Alzacji. Po klęsce Wirtembergii w pierwszej wojnie szmalkaldzkiej (1546-47) klasztor został na krótko zwrócony konwentowi.
Na mocy pokoju augsburskiego zawartego w 1555 r. protestanccy książęta otrzymali prawo do stanowienia o obowiązującej religii w państwie, zgodnie z zasadą cuius regio, eius religio (pol. czyja władza, tego religia). Wkrótce potem, w 1556 r. książę Wirtembergii wydał regulację klasztorną (niem. Klosterordnung) dającą podstawę do przekształcenia wszystkich męskich klasztorów Wirtembergii w ewangelickie szkoły klasztorne.
Szkoła klasztorna w Maulbronn jako jedna z nielicznych przetrwała do dziś. W 1807 została przekształcona w ewangelickie seminarium teologiczne. Wydała wielu wybitnych absolwentów. Seminarium w Maulbronn ukończyli m.in. Johannes Kepler - wybitny matematyk, fizyk i astronom oraz Hermann Hesse - prozaik, poeta i eseista, laureat Nagrody Nobla w dziedzinie literatury za rok 1946.

## Architektura

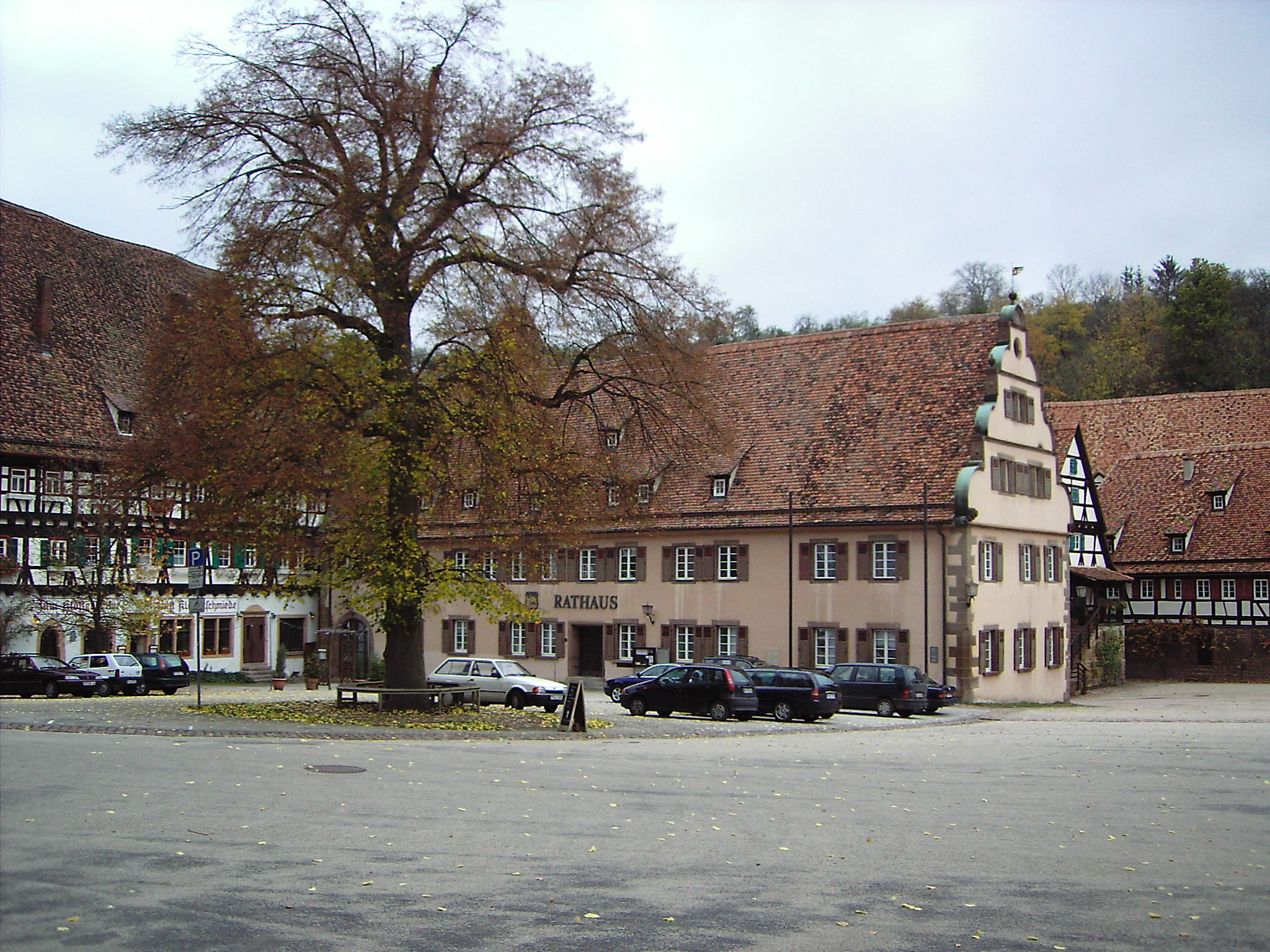
Ratusz miasta Maulbronn

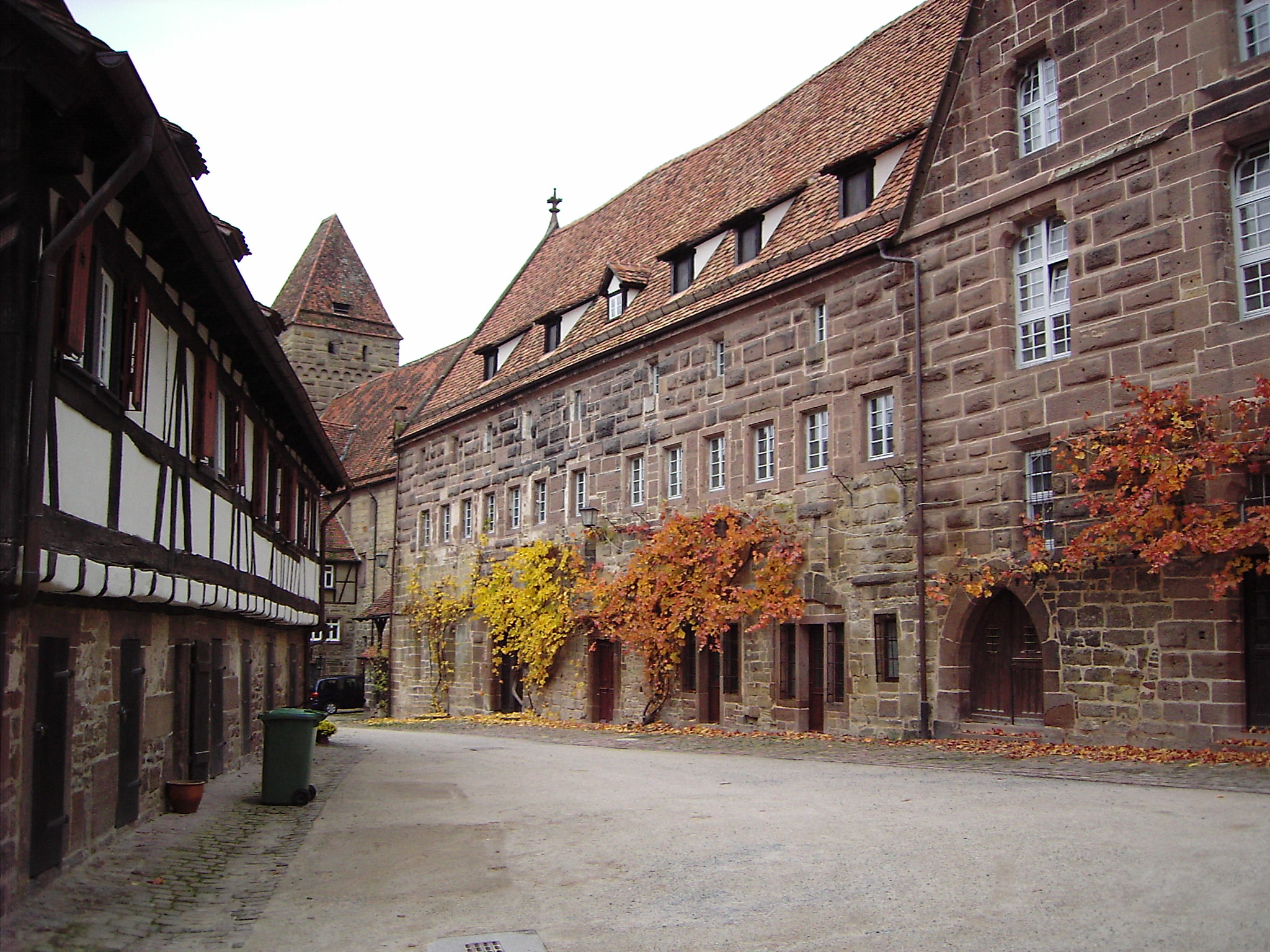
Kamienny młyn

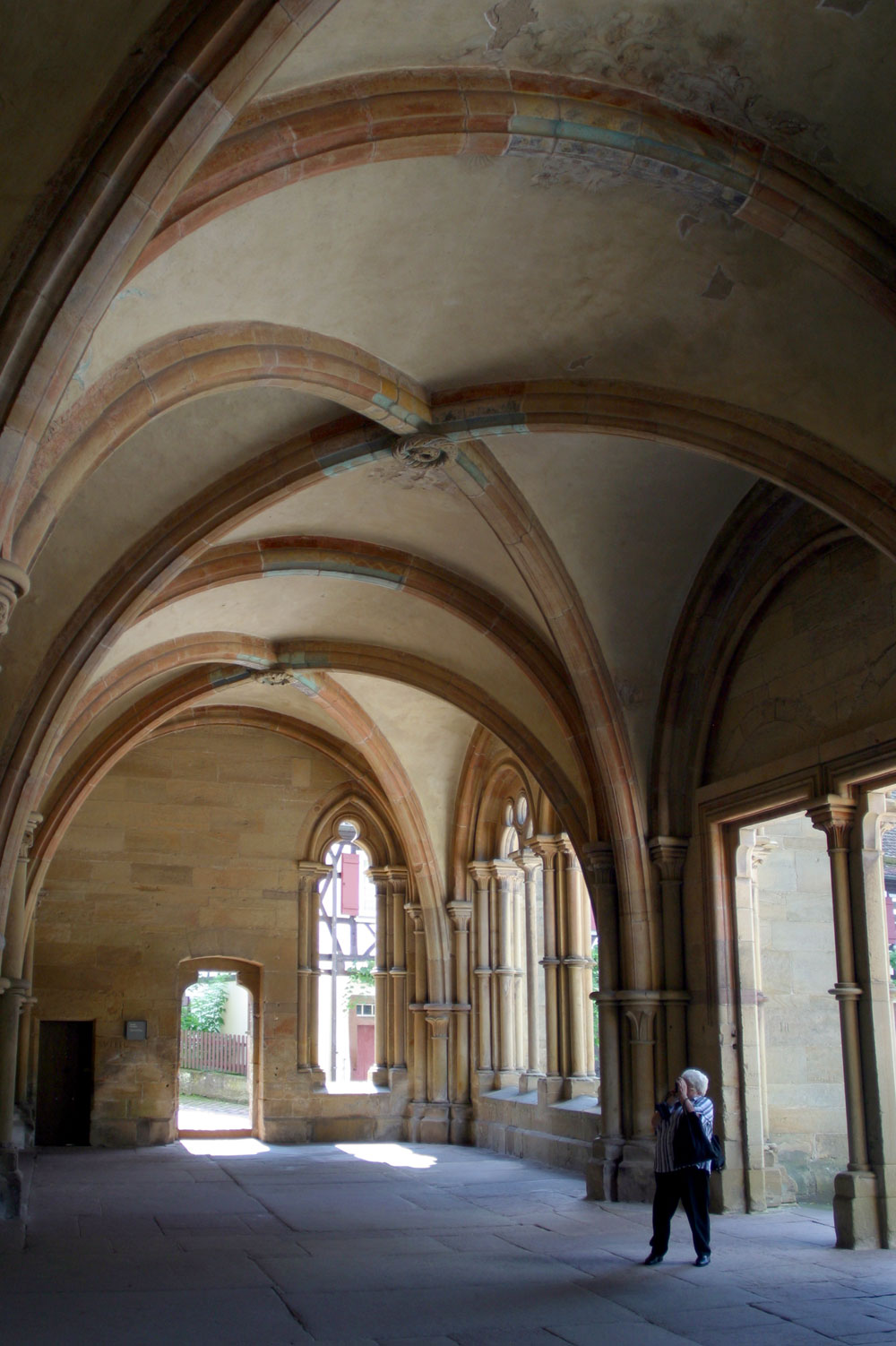
Kruchta

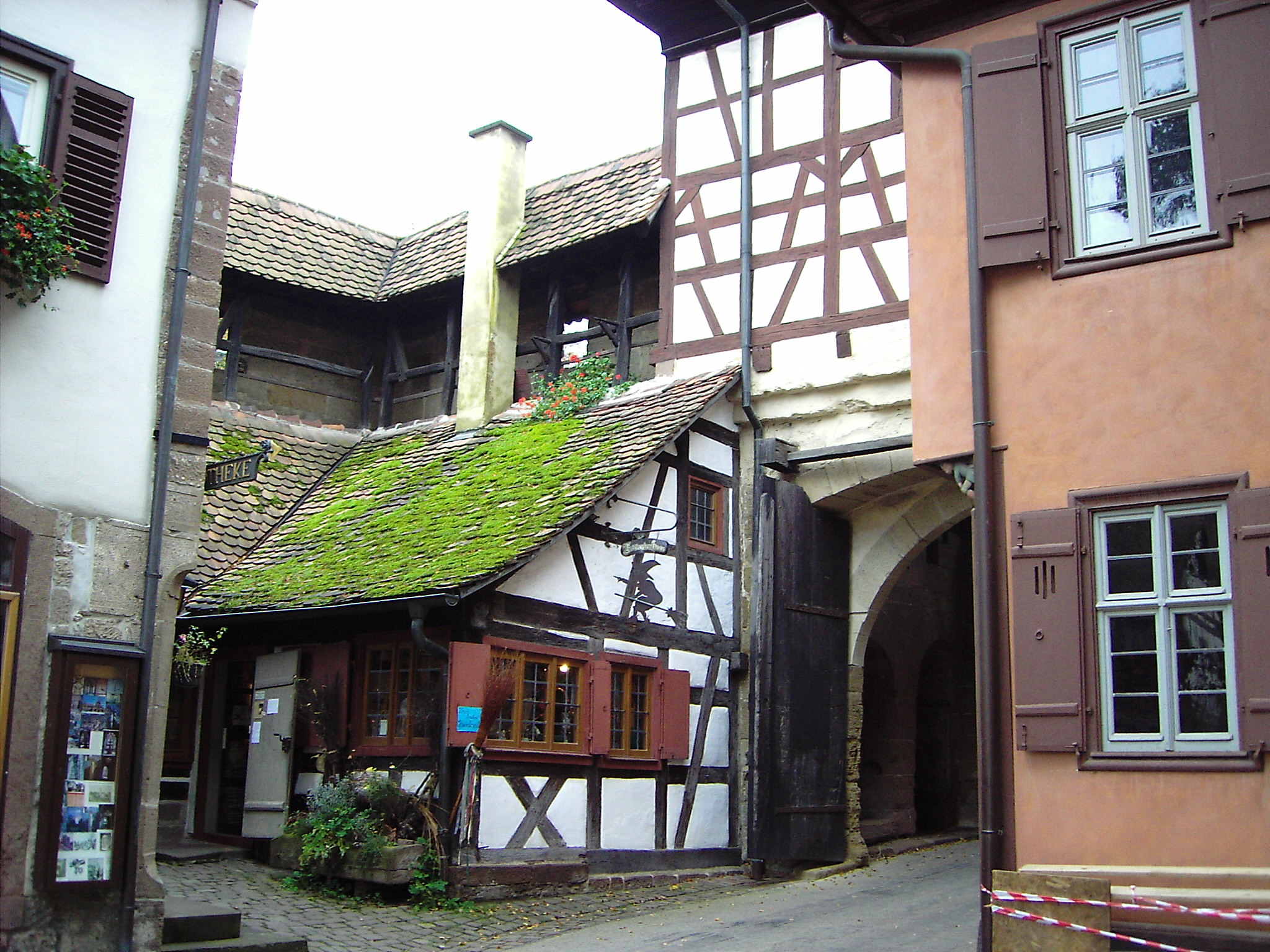
Wartownia

### Brama Klasztorna
W przeszłości do bramy klasztornej prowadził przerzucony przez fosę drewniany most zwodzony, zastąpiony w wiekach późniejszych mostem kamiennym. Zaraz obok bramy znajduje się niewielka cela, w której mieszkał mnich pełniący funkcję odźwiernego. Wszyscy goście przybywający do klasztoru musieli tu czekać, aż odźwierny zameldował ich przybycie przeorowi i otrzymali zgodę na wizytę.

### Dziedziniec

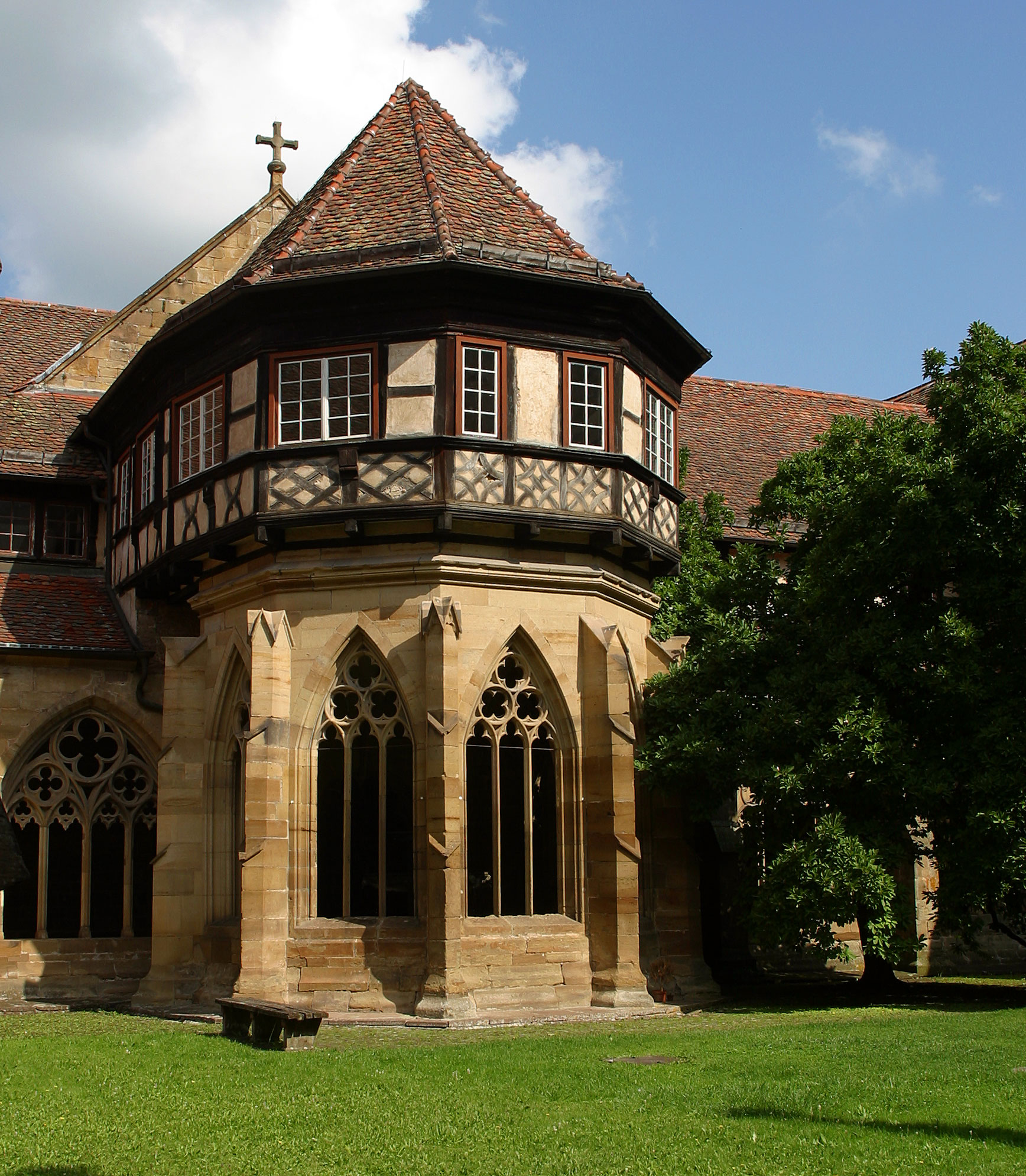
Lawatorium na dziedzińcu klasztoru

Za bramą znajduje się rozległy dziedziniec, wokół którego zlokalizowano budynki gospodarcze, wzniesione w większości w stylu późnogotyckim z muru pruskiego. Po lewej stronie od bramy stoi tzw. Frühmesserhaus, w którym mieszkał zakonnik odprawiający msze dla gości klasztoru w położonej naprzeciwko kaplicy. Obecnie w budynku Frühmesserhaus mieści się muzeum historii klasztoru. Tuż obok, w dawnej kuźni urządzono restaurację, która sąsiaduje z renesansowym ratuszem miasta Maulbronn. Za ratuszem znajduje się kamienny młyn połączony przejściem wzdłuż murów z XIII-wieczną Wieżą Czarownic (Haspelturm).

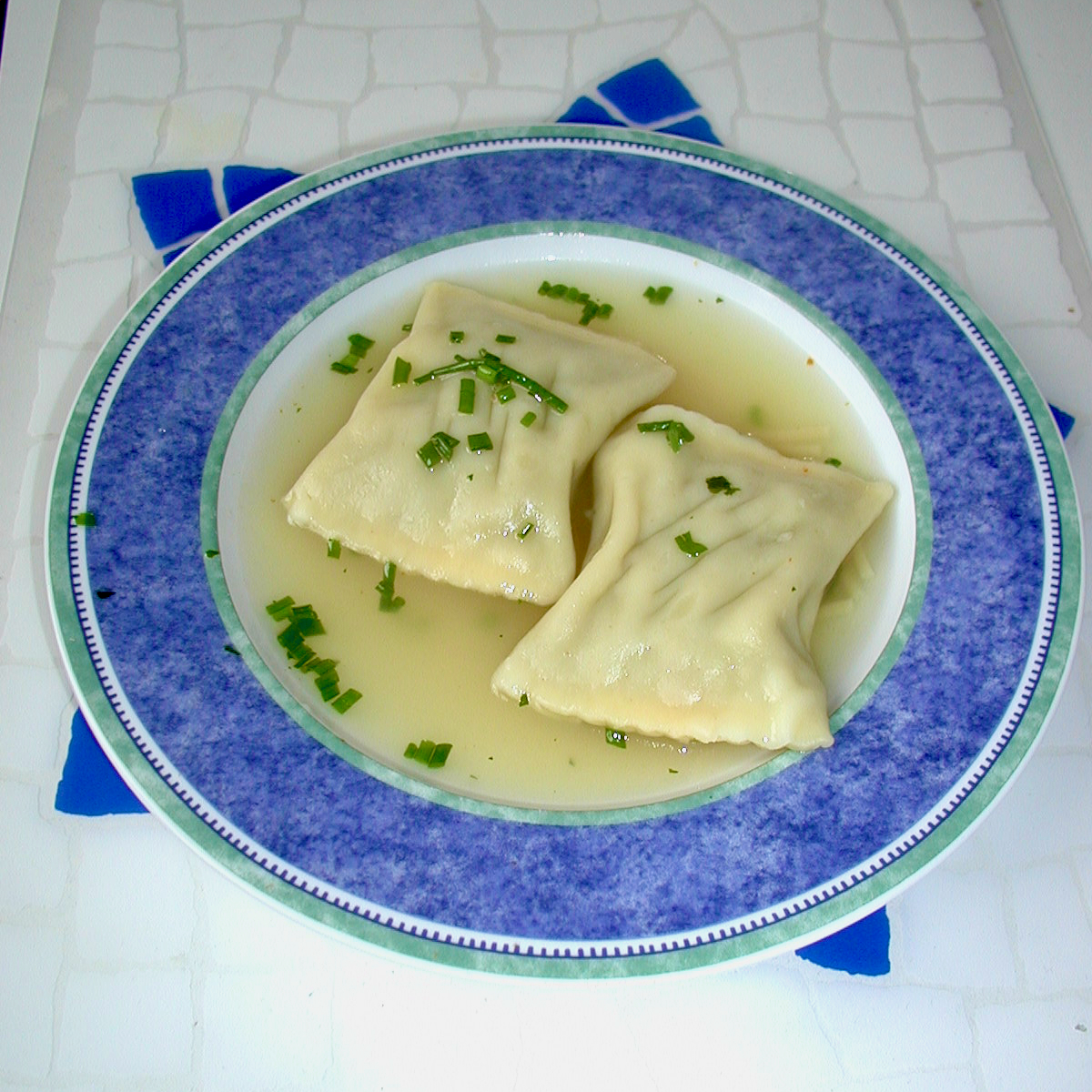
Maultasche

### Kruchta i kościół klasztorny
Pochodząca z około 1220 kruchta klasztoru Maulbronn to najprawdopodobniej najstarszy niemiecki budynek o cechach gotyckich: posiada wysokie, jasne okna oraz szerokie sklepienia. Brakuje tu jednak jeszcze typowych dla gotyku ostrych łuków. Kruchta ta wyjątkowy przykład budownictwa okresu przejściowego pomiędzy stylem romańskim i gotyckim.
Powstały w stylu romańskim w latach 1147-1178 kościół to trójnawowa bazylika o wyjątkowej długości, mieszcząca dwie świątynie oddzielone lektorium: kościół mnichów w części wschodniej oraz kościół braci świeckich w części zachodniej. Zgodnie z regułą zakonu, wnętrze świątyni było skromne, bez ozdób i dekoracji. Na szczególną uwagę zasługuje krucyfiks z 1473, gdzie krzyż oraz figura Chrystusa wykonane są z jednego bloku kamienia. Ponadto jest on umieszczony w taki sposób, by w najdłuższy dzień roku po godzinie 10.00 padające nań promienie słoneczne podświetlały koronę cierniową Chrystusa.
Słynne źródełko znajduje się w wybudowanej w XIV w. kaplicy (niem. Brunnenkapelle) w południowej części krużganków.